# غريقة بحيرة موريه
غريقة بحيرة موريه رواية للروائي اللبناني أنطوان الدويهي. صدرت الرواية لأوّل مرة عام 2014 عن دار المراد، بالاشتراك مع الدار العربية للعلوم ناشرون في بيروت. ودخلت في القائمة الطويلة للجائزة العالمية للرواية العربية لعام 2015، المعروفة باسم «جائزة بوكر العربية».

## حول الرواية
يروي الكاتب اللبناني «أنطوان الدويهي» في هذه الرواية حكاية عن قصة حب بطلها الراوي و«لورا»، وهي قصة حب تغوص في خبايا النفس البشرية، وتضيء جنباتها على أزمة الإنسان المعاصر.